# البرتو فرناندز (بازیکن فوتبال، زاده ۱۹۹۹)
البرتو فرناندز (انگلیسی: Alberto Fernández؛ زادهٔ ۹ ژوئیهٔ ۱۹۹۹) بازیکن فوتبال اهل اسپانیا است.
از باشگاه‌هایی که در آن بازی کرده‌است می‌توان به باشگاه فوتبال فوئنلابرادا اشاره کرد.
وی همچنین در تیم ملی فوتبال زیر ۱۹ سال اسپانیا بازی کرده‌است.